# Околовръстен път (Белград)
Околовръстният път на Белград (на сръбски: Обилазница око Београда/Obilaznica oko Beograda) или обходен път на Белград е U-образна, дълга 69 km магистрала, която частично заобикаля град Белград, столицата на Сърбия. Около 9,6 км от обходния път е участъкът от магистрала А1 (в момента в процес на изграждане), а останалата част е планирано източно разширение на А3.
Изграждането на обходния път започва през 1990 г. и оттогава неговите части са спорадично построени. Очаква се завършването му да помогне за облекчаване на задръстванията в Белград и да премахне целия транзитен трафик от самия град.

## Маршрут

### Сектор А (Батайница - Добановци, разклон А3)
Сектор А е 11,1 км дълга част от магистрала А1, която се пресича с магистрала А3 на пътен възел Добановци. Завършен е и пуснат за движение през 2012 г.

### Сектор B (Добановци, разклон А3 – Бубан поток)
Сектор B е 37,2 км дълга част от магистрала А1, която се пресича с магистрала А2 на разклон Сурчин. В момента е в процес на изграждане, като около 27,6 км са напълно обслужвани, а последните 9,6 км все още са в процес на изграждане. Той обхваща хълмистия терен на юг от Белград и в крайна сметка ще включва 4 тунела и 40 виадукта, когато бъде завършен, девет от тях с дължина над 400 м, с мост Остружница с двойно платно през Сава.
Разделен е на 6 участъка:
- Участък B1: Разклон Добановци – Сурчин. Включва възел Сурчин и възел Сурчин, на юг с магистрала А2. Дясното платно на този участък с дължина 7,8 км е пуснато през 2005 г., а лявото - през 2016 г.

- Участък B2: Сурчин – мост Остружница. Дясното платно на този участък с дължина 4,9 км е пуснато през 2005 г., а лявото – през 2016 г.

- Участък B3: Остружнишки мост – Остружница. Този участък с дължина 4,1 км включва дълъг 1950 метра мост Остружница над река Сава и разклона Остружница с път 26 за центъра на Белград и Обреновац. Дясното платно е отворено през 2005 г., докато лявото е отворено през юни 2020 г.

- Участък B4: Остружница – Орловача. На този 7,7-километров участък са тунелите Липак (665 м) и Железник (699 м), както и разклона на Орловача с път 22 за центъра на Белград и Чачак. Само дясното платно е изградено през 2008 г., а лявото е пуснато през април 2021 г.

- Участък B5: Орловача – тунел Стражевица. Включва тунел „Стражевица“, най-дългият в сектор B (772 м). Само 3,1 км от дясното платно е изградено през 2012 г. Лявото е открито на 15 юни 2022 г.

- Участък B6: Тунел „Стражевица“ – Бубан поток. Строителството на този участък с дължина 9,6 км е в процес на изпълнение (към 2022 г.). Включва тунел „Бели поток“ (360 м) и пътен възел Авала. Заедно с участък B завършва на съществуващия възел Бубан поток, като се изграждат свързващите пътища.

### Сектор C (Бубан поток - Панчево)
Сектор C е планирано 21-километрово източно продължение на магистрала A3 (която сама ще свързва Белград с Панчево и Вършац и евентуално с Румъния на граничния пункт близо до Ватин). Това е най-сложният участък от обходния път, тъй като изграждането му включва изграждането на мост над река Дунав с дължина 1190 метра и допълнителни 11 виадукта и 2 тунела. Точният му маршрут все още не е решен, нито началото на строителството.